# Faïence de Desvres
 (octobre 2016).
Si vous disposez d'ouvrages ou d'articles de référence ou si vous connaissez des sites web de qualité traitant du thème abordé ici, merci de compléter l'article en donnant les références utiles à sa vérifiabilité et en les liant à la section « Notes et références ».

G.Fourmaintraux

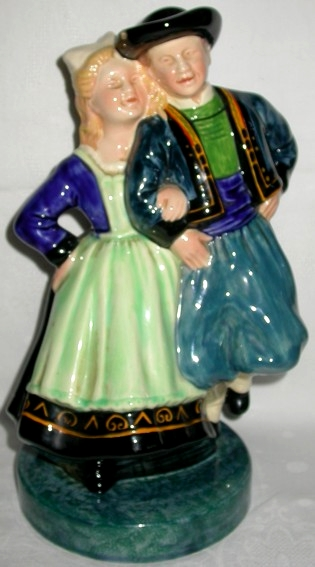
Couple régionaliste en faïence de Desvres, manufacture Gabriel Fourmaintraux. Signature L. Houël, France, début XXe siècle.

La faïence de Desvres regroupe les productions des manufactures de Desvres, dans le Pas-de-Calais. La céramique de Boulogne-sur-Mer, distante d'une vingtaine de kilomètres est souvent englobée sous l'appellation Desvres.

## Historique

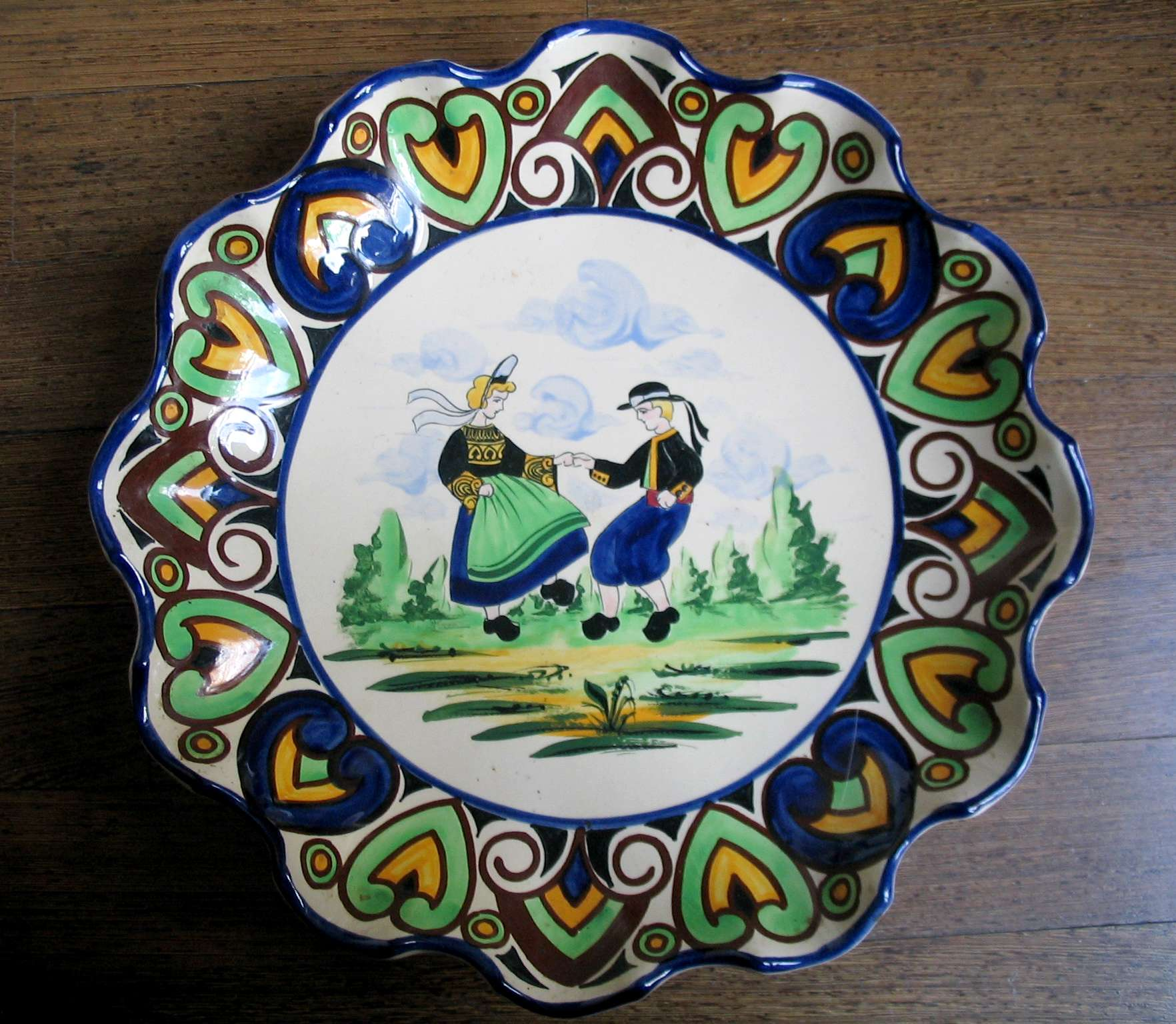
Plat à décor breton, manufacture Fourmaintraux.

Bien que les premières traces de poteries remontent à l'époque romaine, il faut attendre le milieu du XVIIIe siècle pour voir se développer à Desvres une industrie de la faïence.

Les études géologiques du XIXe siècle confirment la présence de gisements importants de matière première : 

« Dans la forêt de Desvres, en perçant la couche d'argile qui se trouve immédiatement sous la craie verte, on trouve une couche blanche de sable ferrugineux qui sert à faire de la faïence. »

En 1764, le notaire Jean-François Sta (1726-1803) crée une faïencerie à desvres. Sa production n'a pas de marque connue, elle comprend des faïences dont le revers est émaillé en jaune sale avec des décors grossiers en bleu ou manganèse de cavaliers ou Malbroux et des cruches de femmes assises, à la robe fleuretée ou Jacqueline. La fabrique est reprise par son cousin Louis Alexandre Dupré-Poulain en 1802 et cessera son activité en 1810. Un des ouvriers de la faïencerie Sta, François-Joseph Fourmaintraux, crée sa propre manufacture en 1804.
En 1807, Jean-François César Boulongne fonde une faïencerie qui fabrique des carreaux jusqu'en 1848. Elle devient en 1850 la faïencerie Level-Minet reprise en 1900 par Georges Martel, dit Géo Martel.
Les faïenceries Gabriel Fourmaintraux (1886-1984), Géo Martel et Masse ont aujourd'hui cessé leur activité mais des artisans perpétuent les traditions à Desvres.
Dans les années 1990, au moment de la perte de vitesse des structures industrielles faïencières, d'anciens ouvriers ont fondé leur propre atelier. Parmi eux, Kristine et Bruno Morel, Jean-Michel Régnier qui produit des poêles en faïence ainsi que Philippe Lambert avec l'atelier Phildéco.

## Le développement des manufactures

### La dynastie Fourmaintraux
Héritiers d'une grande lignée de faïenciers depuis Gilbert, potier à Lille, né en 1675.
En 1804 François-Joseph Fourmaintraux, ancien ouvrier de Sta, fonde une dynastie faïencière qui se scindera en trois manufactures :
- Fourmaintraux-Hornoy puis Fourmaintraux frères en 1879, puis Jules Fourmaintraux en 1887 et enfin Francis Masse en 1903,
- Fourmaintraux Courquin suivi par Charles Fourmaintraux-Houzel ensuite Fourmaintraux-Gand puis Fourmaintraux Delassus et aujourd'hui la SA Desvres.
- Emile Fourmaintraux en 1899 puis Gabriel Fourmaintraux en 1906.

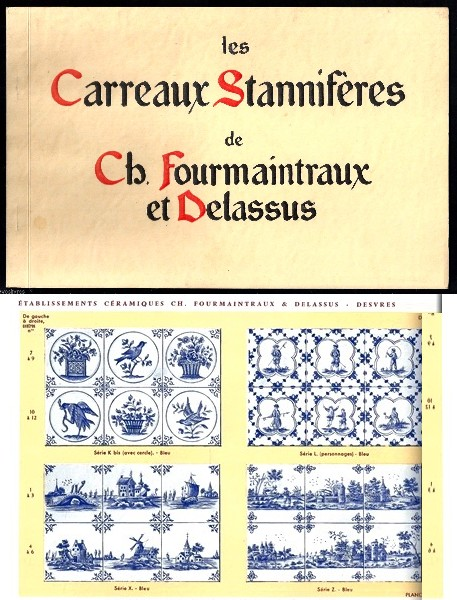
Catalogue des carreaux de la manufacture Fourmaintraux-Delassus, Desvres, France, XIXe siècle.

Émile Fourmaintraux crée en 1899 un atelier au lieu-dit La Poterie (sortant de son association avec son frère Jules, interdiction lui est faite de fabriquer faïence et carreaux). Son fils Gabriel lance en 1905 la fabrication exclusive de porcelaine qui durera jusqu'en 1925, moment où il peut revenir à la fabrication de la faïence. Gabriel Fourmaintraux développera alors largement les pièces inspirées des styles régionaux français qui seront vendues à travers tout le territoire, et en Belgique grâce à un réseau commercial naissant.
À partir des années 1920, la famille Delassus s'associe à la famille Fourmaintraux. Cette collaboration a donné naissance à la société Ch. Fourmaintraux & Delassus, spécialisée dans la production de grès grand feu d'architecture.
En 1946 : Claude Fourmaintraux et Daniel Dutertre viennent épauler Gabriel, leur père et beau-père, et développent la société Fourmaintraux et Dutertre SA jusqu'en 1985-86, tant sur le plan des produits qu'à l'exportation qui représentera plus de 20 % du chiffre d'affaires (création d'un atelier de fer forgé, d'une menuiserie, modernisation de la production, création d'une vraie stratégie commerciale, diversification : décor Chaumière, produits sanitaires…). L'effectif monte à 199 personnes.
Ce sera ensuite un lent déclin de l'activité. (Le premier choc pétrolier de 1973, puis l'apparition de lois sociales défavorables aux industries manufacturières, comme l'application des 35 heures, mettront un coup d'arrêt au développement de l'entreprise).
En 1987, dans un contexte difficile, Olivier Fourmaintraux (déjà présent depuis 1971), reprend la direction de l'entreprise, épaulé bientôt par son cousin Thierry Dutertre ; ils développent des gammes de produits contemporains.
De nouvelles difficultés économiques poussent en 1993 à un regroupement avec la faïencerie Masse-artisans faïenciers, qui donnera la société Masse-Fourmaintraux (Olivier Fourmaintraux, Thierry Dutertre, Jean et Marie Muselet). Ce regroupement difficile, avec deux entreprises aux passés différents, ne résistera pas à la conjoncture et déposera le bilan quatre ans plus tard, en 1997.
Il s'ensuivra, devant le tribunal de commerce, une cession totale à Louis-Yves Delvigo. Les anciens dirigeants partiront dans les années suivantes. De nouvelles difficultés mêneront à une liquidation en 2003 ; puis à une offre de reprise par Michel Delvallée (petit fabricant d'abat-jour calaisien). La liquidation totale et définitive, avec vente des actifs, sera prononcée le 18 novembre 2009.
L'usine Gabriel Fourmaintraux est aujourd'hui le musée de la belle époque de la faïence de Desvres avec une collection de plus de 10 000 moules.
Camille Fourmaintraux, diplômée des Beaux Arts, poursuit la tradition en ayant créé un atelier dans les anciens locaux de sa famille, à Desvres, puis a déménagé en 2016 au Nord de Boulogne sur mer, au lieu dit "Le Moulin Wibert" . Elle représente la 10e génération en ligne directe dans cette branche d'activité.

### Geo Martel, Jules Verlingue et Henri Delcourt

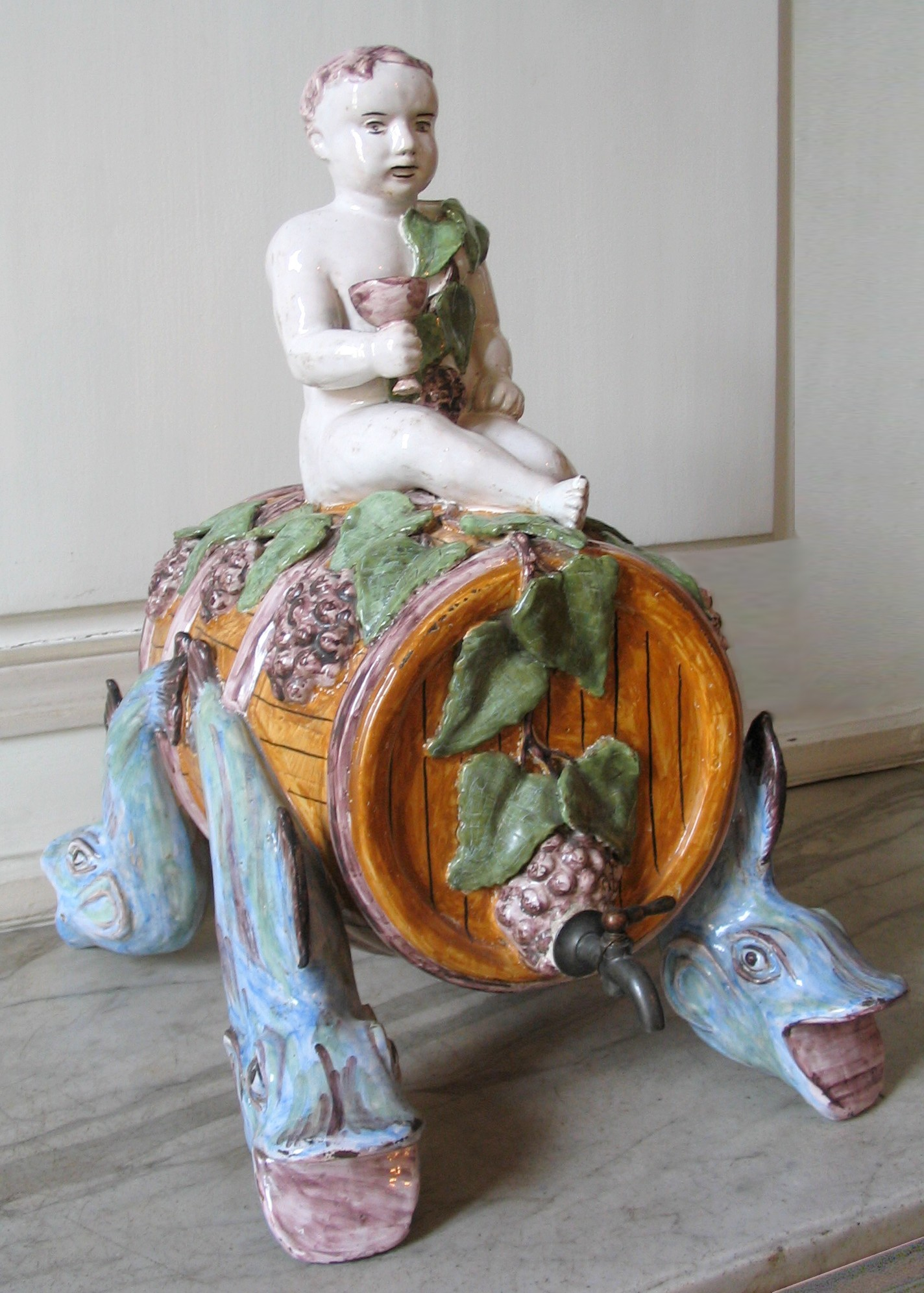
Bacchus au tonneau en faïence de Desvres, manufacture Geo Martel, musée des arts décoratifs de Bordeaux, France, XXe siècle.

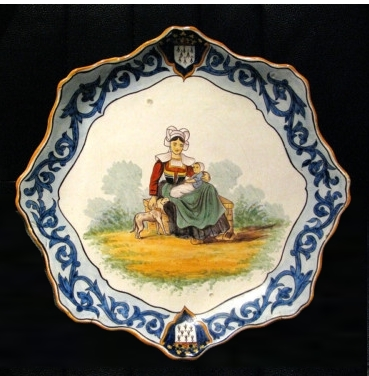
Assiette à décor régionaliste, manufacture Geo Martel.

Georges Martel, dit Geo Martel reprend la faïencerie Level en 1900.
Jules Verlingue crée sa faïencerie en 1903 à Boulogne-sur-mer avec Monsieur Lagarde; d'où la marque LV sur certaines pièces. Il cède celle-ci à Henri Delcourt qui l'exploitera jusqu'en 1935. Ce dernier introduira la porcelaine après la première guerre mondiale.
Jules Verlingue reprend en 1917 la manufacture quimperoise de La Hubaudière pour reprendre la marque HB Quimper, confirmant ainsi les liens étroits qui unissent les centres faïenciers du Nord et de Bretagne.

## Caractères stylistiques
La faïence de Desvres acquiert sa renommée à travers la reproduction, « fait main », de pièces et de décors des plus célèbres faïenceries (Delft, Rouen, Moustiers…).
Comme Malicorne, cette entreprise de reproduction nuit à l'apparition d'un style propre à Desvres. Seule une exubérance décorative, proche du baroque rocaille, caractérise les productions locales.
Les sujets abordés, comme pour Quimper, empruntent au répertoire religieux (vierges et saintes), régionaliste (scènes de villages, paysans…) et maritime (pêcheurs et gens de la mer).
Les années art-déco marquent un tournant dans la production de Desvres, tournée jusqu'alors vers la reproduction de styles anciens. Le style graphique de Gabriel Fourmaintraux, influencé par la bande dessinée ou le dessin animé, habille les pièces de couleurs franches aux aplats soigneusement cernés. Il produira des séries inspirées de l'Afrique et une vaste gamme de pièces décoratives et d'objets publicitaires.

### L'apport des créateurs
Comme à Quimper les manufactures s'entourent de créateurs. Dès 1900 Géo Martel recrute des artistes dont les plus réputés sont Achille Blot (qui expose au salon des artistes français) ou le céramiste animalier Georges Charlet qui ira ensuite travailler chez Charles Fourmaintraux à la Belle Croix. Après la première guerre, le peintre et sculpteur Giovanni Léonardi, né en Sicile, vient s'initier à la céramique chez Géo Martel, il ira ensuite à Quimper grâce à son ami Max Jacob. Edouard Manchuel et bien d'autres travaillerons pour Géo Martel.
On retrouve aussi sur des pièces de forme les noms de L. Hoüel, René Delarue ou de Vincente Gil Franco, peintre espagnol réfugié à Boulogne-sur-mer après la guerre qui produira, comme Paul Lecomte à Malicorne, de nombreuses pièces de forme sur les métiers de la mer.

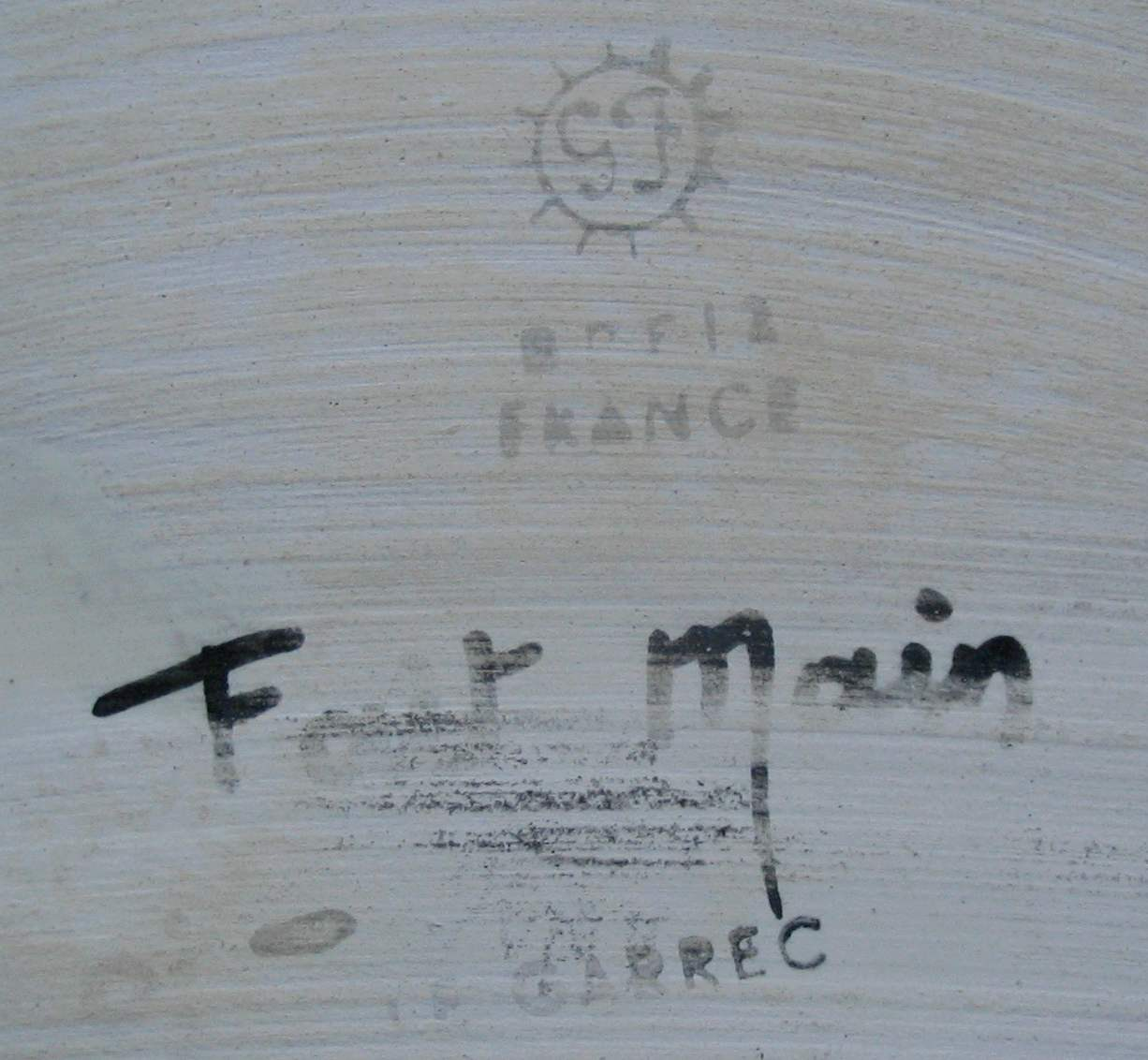
Cachet GF au soleil, Gabriel Fourmaintraux, Le Garrec - Breiz France.
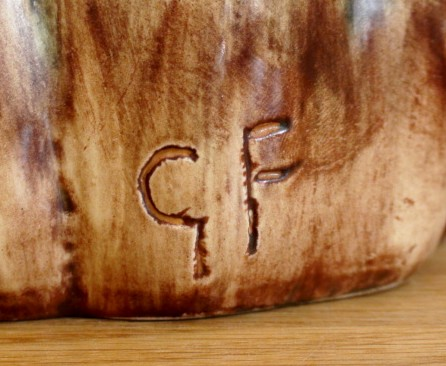
Monogramme Vincente Gil Franco, manufacture Gabriel Fourmaintraux.
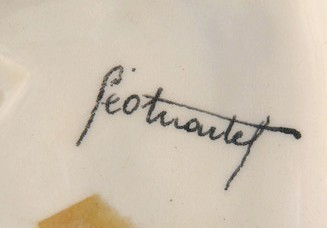
Marque Geo Martel.
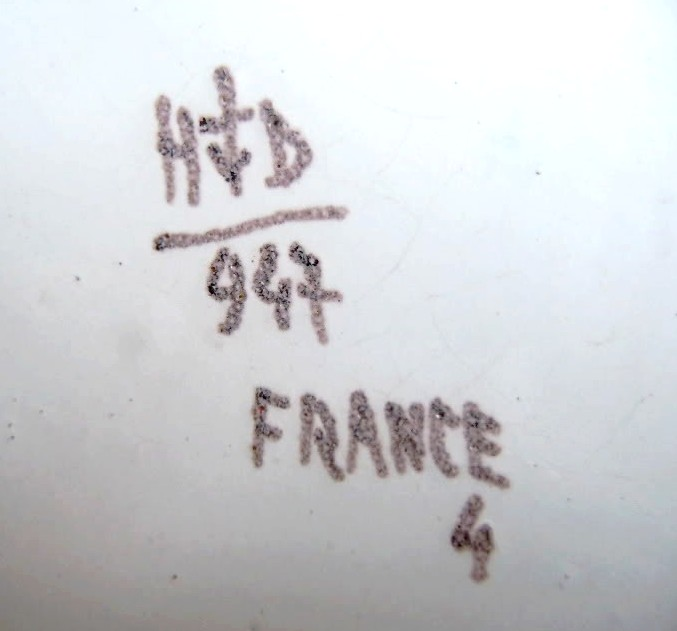
Marque Henri Delcourt.